# Перехід через Бельти

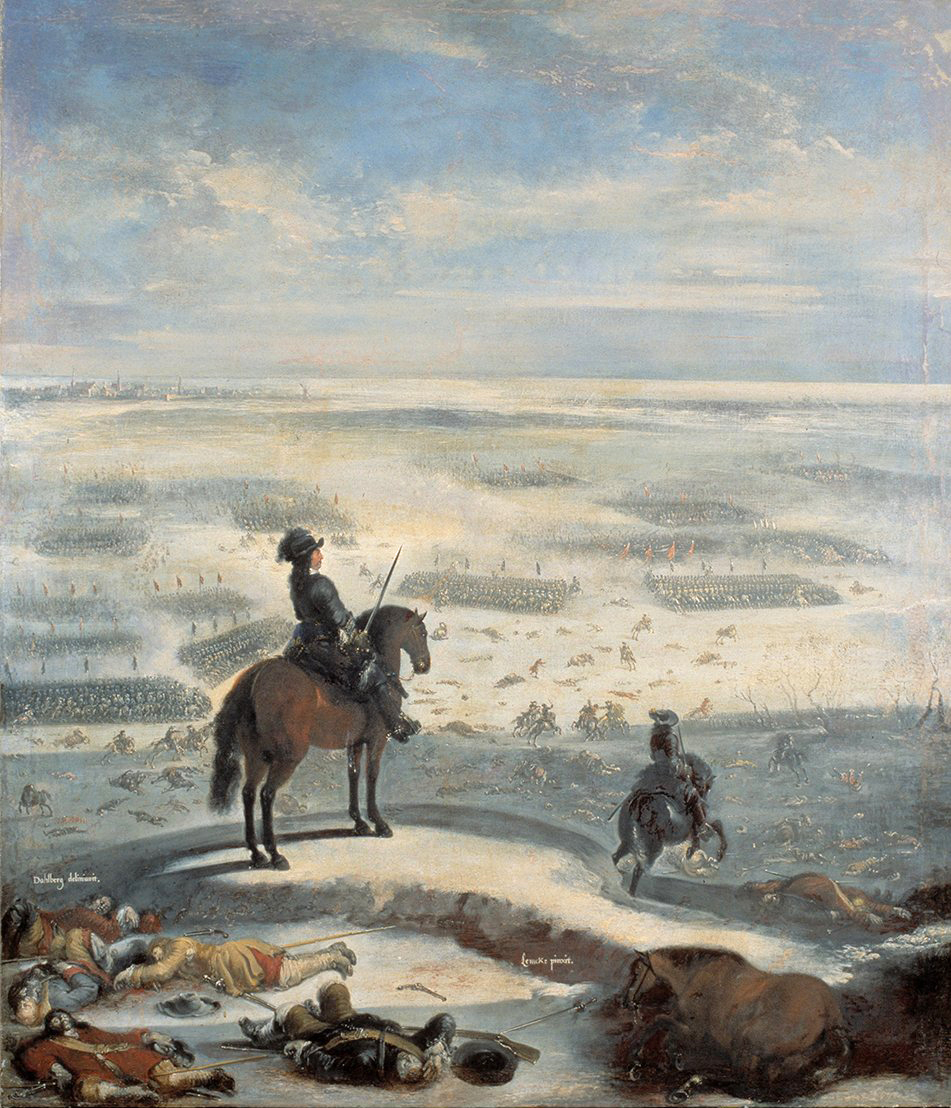
Перехід через Бельти

Перехід через Бельти (швед. Tåget över Bält; 30 січня — 8 лютого 1658) — військова операція в ході дансько-шведської війни 1657–1658 років (і Північної війни 1655–1660 років). В результаті цієї ризикованої операції шведи змусили данців піти на підписання мирного договору.

## Передісторія
Під час Північної війни 1655–1660 років шведський король Карл X Густав загруз в бойових діях в Польщі. Данський король Фредерік III побачив у цьому хороший привід повернути території втрачені Данією в ході попередньої війни. Карл X, який отримав 20 червня в глибині Польщі звістку про війну з Данією, зробив форсований марш, і вже 1 липня був у Штеттіні. 18 липня він, чудово озброєний, підійшов до голштинського кордону. В кінці липня король був уже в Ютландії, зайнявши її цілком. 25 серпня шведські війська підійшли до Фредріксодде — нової данської фортеці на східному узбережжі Ютландії, яку обороняв гарнізон з 8000 чоловік. Генерал Карл-Густав Врангель два місяці облягав фортецю, і 24 жовтня взяв її нічною атакою.
Взявши під контроль всю Ютландію, шведський король почав готуватися до атаки данських островів. У середині грудня різко знизилася температура, і протоки між островами замерзли, зробивши неможливим десант з кораблів. Король відправив інженера Еріка Дальберга перевірити, чи витримає лід кавалерію та артилерію, і Дальберг, провівши дослідження, повідомив, що перехід по льоду можливий.

## Хід операції
Рано вранці 30 січня 1658 року шведська армія в складі 9 тисяч кавалеристів і 3 тисяч піхотинців почала переходити по льоду протоку Малий Бельт по напрямку до острова Фюн. Лід тріщав під ногами, іноді вода доходила до колін, але війська рухалися вперед. Біля берегів Фюна близько 3 тисяч данців спробували атакувати шведську армію, але були швидко відбиті, і шведи досягли острова.
Тепер постало питання про те, як безпечніше перейти Великий Бельт щоб досягти Зеландії. Знову посланий на розвідку Дальберг запропонував йти не навпростець, а більш довгим маршрутом, через Лангеланн і Лолланн. У ніч на 5 лютого король рушив по льоду з кавалерією, і вдень сягнув Лолланна; піхота і артилерія пішли за ними на наступний день. 8 лютого шведи були вже на узбережжі Зеландії і, виконавши форсовані марші, 15 лютого з'явилися в околицях Копенгагена. Данці, які вважали, що шведи перейдуть у наступ не раніше весни, запанікували, і терміново розпочали переговори про мир.

## Наслідки
Ризикована операція шведів увінчалася повним стратегічним успіхом. Захоплена зненацька Данія була змушена підписати принизливий Роскілльський мир.